# Шорбањо (Варезе)
Шорбањо је насеље у Италији у округу Варезе, региону Ломбардија.
Према процени из 2011. у насељу је живело 23 становника. Насеље се налази на надморској висини од 470 м.